# Ricuinus (Basel)
Ricuinus (um 896/97?) war ein Bischof von Basel.
Ricuinus (dt. Richwin) wird in der ältesten bekannten Bischofsliste aus der Abtei Münster im Elsass erwähnt unter Stephan VI. (896–897). Die zeitliche Zuordnung ist allerdings unsicher, da in dieser Zeit Bischof Iringus durch mehrere Quellen belegt ist. Es wurde auch erwogen, ob Ricuinus identisch ist mit dem von 913 bis 933 nachweisbaren gleichnamigen Strassburger Bischof ist, der in diesem Falle als Verweser gedient haben könnte.